# نانسي بيلوسي
نانسي باتريسيا بيلوسي (بالإنجليزية: Nancy Pelosi) (داليساندرو قبل الزواج، وُلدت في 26 مارس 1940) هي سياسية أمريكية في الحزب الديمقراطي، شغلت منصب رئيسة مجلس النواب الأمريكي وذلك منذ يناير عام 2019 حتى يناير 2023. وهي أول امرأة في تاريخ الولايات المتحدة تشغل هذا المنصب. بعد انتخابها أول مرة في الكونغرس في عام 1987، لذا تُعد بيلوسي المرأة الأرفع منصبًا عن طريق الانتخاب في تاريخ الولايات المتحدة. بصفتها رئيسةً لمجلس النواب، تأتي في المرتبة الثانية في خط الخلافة الرئاسية، مباشرة بعد نائب الرئيس.
اعتبارًا من عام 2019، أصبحت بيلوسي في فترتها السابعة عشرة بصفتها عضوًا في مجلس النواب. وهي تمثل الدائرة المؤتمرية الثانية عشرة في كاليفورنيا، والتي تتكون من أربعة أخماس المدينة ومقاطعة سان فرانسيسكو. كانت في البداية تمثل الدائرة الخامسة (1987-1993)، ولكن عندما أُعيد رسم حدود المقاطعة بعد تعداد عام 1990، أصبحت المقاطعة الثامنة (1993-2013).
قادت الديمقراطيين في مجلس النواب منذ عام 2003، وهي أول امرأة تقود حزبًا في مجلس النواب، إذ عملت مرتين رئيسةً للأقلية الديمقراطية (2003-2007 و2011 - 2019، عندما كان الجمهوريون يتمتعون بالأغلبية)، ورئيسةً لمجلس النواب (2007-2011 و2019 حتى الوقت الحالي، خلال فترات الأغلبية الديمقراطية).
كانت بيلوسي من المعارضين البارزين لحرب العراق وأيضًا لمحاولة إدارة بوش عام 2005 خصخصةَ الضمان الاجتماعي جزئيًا. خلال فترة رئاستها الأولى، لعبت دورًا فعالًا في إصدار العديد من مشاريع القوانين الهامة، بما في ذلك قانون الرعاية الصحية الأمريكية، وقانون دود–فرانك لإصلاح وول ستريت وحماية المستهلك، وقانون إبطال لا تسأل ولا تقل، وقانون الانتعاش وإعادة الاستثمار الأمريكي لعام 2009، وقانون الإعفاء الضريبي لعام 2010.
خسرت بيلوسي منصب رئاسة مجلس النواب في يناير عام 2011، بعد أن فقد الحزب الديمقراطي سيطرته على المجلس في انتخابات عام 2010. ومع ذلك، احتفظت بدورها زعيمةً للحزب الديمقراطي في مجلس النواب، وعادت إلى دورها رئيسةً للأقلية في مجلس النواب. في انتخابات التجديد النصفي لعام 2018، استعاد الديمقراطيون السيطرة على مجلس النواب. حين انعقد المؤتمر 116 في 3 يناير عام 2019، انتُخبت بيلوسي مرة أخرى رئيسة للمجلس، لتصبح بذلك أول رئيس سابق يعود إلى المنصب منذ سام ريبورن في عام 1955. في 24 سبتمبر عام 2019، أعلنت بيلوسي بدء جلسات الاستماع لعزل الرئيس دونالد ترامب. في 10 يناير عام 2020، أعلنت أنها ستنهي المأزق وأخطرت مجلس النواب بأنها سترسل بنود الاتهام إلى مجلس الشيوخ في الأسبوع التالي.

## نشأتها وتعليمها
وُلدت بيلوسي في بالتيمور لعائلة إيطالية أمريكية. كانت الفتاة الوحيدة والأصغر بين سبعة أطفال لـ أنونشاتا إم. «نانسي» داليساندرو (لومباردي قبل الزواج) ولوالدها توماس داليساندرو الابن. وُلدت أمها في كامبوباسو، جنوب إيطاليا، ويمكن لوالدها تتبع أصله الإيطالي إلى جنوة والبندقية وأبروتسو. عندما وُلدت نانسي، كان والدها المنتمي للحزب الديمقراطي عضوًا في الكونغرس عن ماريلاند، وأصبح عمدة بالتيمور بعدها بسبع سنوات. أما والدتها، فكانت ناشطة أيضًا في المجال السياسي، إذ نظمت النساء الديمقراطيات وعلمت ابنتها قيمة الشبكات الاجتماعية. وشقيق بيلوسي، توماس داليساندرو الثالث، وهو ديمقراطي أيضًا، وكان عمدة بالتيمور من عام 1967 إلى عام 1971.
انخرطت بيلوسي في المجال السياس في سن مبكرة، وساعدت والدها في تنظيم حملته الانتخابية. حضرت خطاب جون إف. كينيدي الافتتاحي حين أدى اليمين الدستورية رئيسًا للولايات المتحدة في يناير عام 1961. تخرجت من معهد نوتردام، وهي مدرسة ثانوية كاثوليكية للبنات في بالتيمور. في عام 1962، تخرجت من كلية ترينيتي في واشنطن العاصمة بدرجة بكالوريوس الآداب في العلوم السياسية. وتدربت بيلوسي لدى السيناتور دانيال بروستر (ديمقراطي من ماريلاند) في ستينيات القرن العشرين إلى جانب زعيم أغلبية مجلس النواب التالي ستيني هوير.

## بدايتها المهنية
بعد انتقالها إلى سان فرانسيسكو، صادقت بيلوسي عضوَ الكونغرس عن الدائرة الخامسة فيليب بورتون، وبدأت بشق طريقها في السياسة من خلال الحزب الديمقراطي. في عام 1976، انتُخبت عضوًا في اللجنة الوطنية الديمقراطية من ولاية كاليفورنيا، وهو المنصب الذي شغلته حتى عام 1996. ثم انتُخبت لمقعد حزبي عن شمال كاليفورنيا في يناير عام 1977، وبعد ذلك بأربع سنوات، اختيرت لرئاسة الحزب الديمقراطي في كاليفورنيا، وبقيت في منصبها حتى عام 1983. بعد ذلك، شغلت بيلوسي منصب رئيس اللجنة المضيفة للمؤتمر الوطني لسان فرانسيسكو في عام 1984، ثم الرئاسة المالية للجنة الحملة الانتخابية لمجلس الشيوخ للحزب الديمقراطي من عام 1985 إلى عام 1986.

## روابط خارجية
- نانسي بيلوسي على موقع IMDb (الإنجليزية)
- نانسي بيلوسي على موقع الموسوعة البريطانية (الإنجليزية)
- نانسي بيلوسي على موقع مونزينجر (الألمانية)
- نانسي بيلوسي على موقع إن إن دي بي (الإنجليزية)
- نانسي بيلوسي على موقع قاعدة بيانات الفيلم (الإنجليزية)